# Papier przebitkowy
Papier przebitkowy (przebitka, pelur) – odmiana papieru do stosowania w celu uzyskania kopii przy pisaniu na maszynie. Cienki papier o gramaturze 30 g/m² (28,0 do 31,5 g/m²), bezdrzewny lub półdrzewny (klasa papieru głównie V, ale też V-VIII), biały, o powierzchni matowej. Niezaklejany w masie, przez co nie nadaje się do pisania atramentem.